# 國防部海軍司令部
國防部海軍司令部，為中華民國國防部依《國防部組織法》特設的軍事機關，負責辦理中華民國海軍軍事事務的規劃、督導及執行。現址位於臺灣臺北市中山區大直營區，下轄政治作戰室、督察室、人事軍務處、軍事情報處、戰備訓練處、後勤處、計劃處、戰鬥系統處、主計處等幕僚部門。

## 沿革
- 1912年4月，袁世凱繼任中華民國臨時大總統，北洋政府設海軍部。 [4]
- 1928年12月，國民政府成立海軍署。
- 1929年6月，國民政府裁併海軍署，成立海軍部，直隸於國民政府行政院。
- 1938年1月31日，海軍部改編為海軍總司令部。
- 1945年9月，國民政府在軍政部之下增設海軍處。
- 1945年12月，國民政府撤銷海軍總司令部。
- 1946年4月，海軍處擴編為海軍署，仍隸軍政部。
- 1946年6月1日，海軍署擴編為海軍總司令部；同年10月16日正式成立，隸屬國防部。
- 1949年5月，海軍總司令部遷至高雄市左營區。
- 1954年4月，海軍總司令部遷至臺北市中山區大直。
- 2002年3月，海軍總司令部改稱「國防部海軍總司令部」。
- 2006年2月16日，因應《國防部組織法》規定，海軍總司令部改稱「國防部海軍司令部」[4]。

## 組織

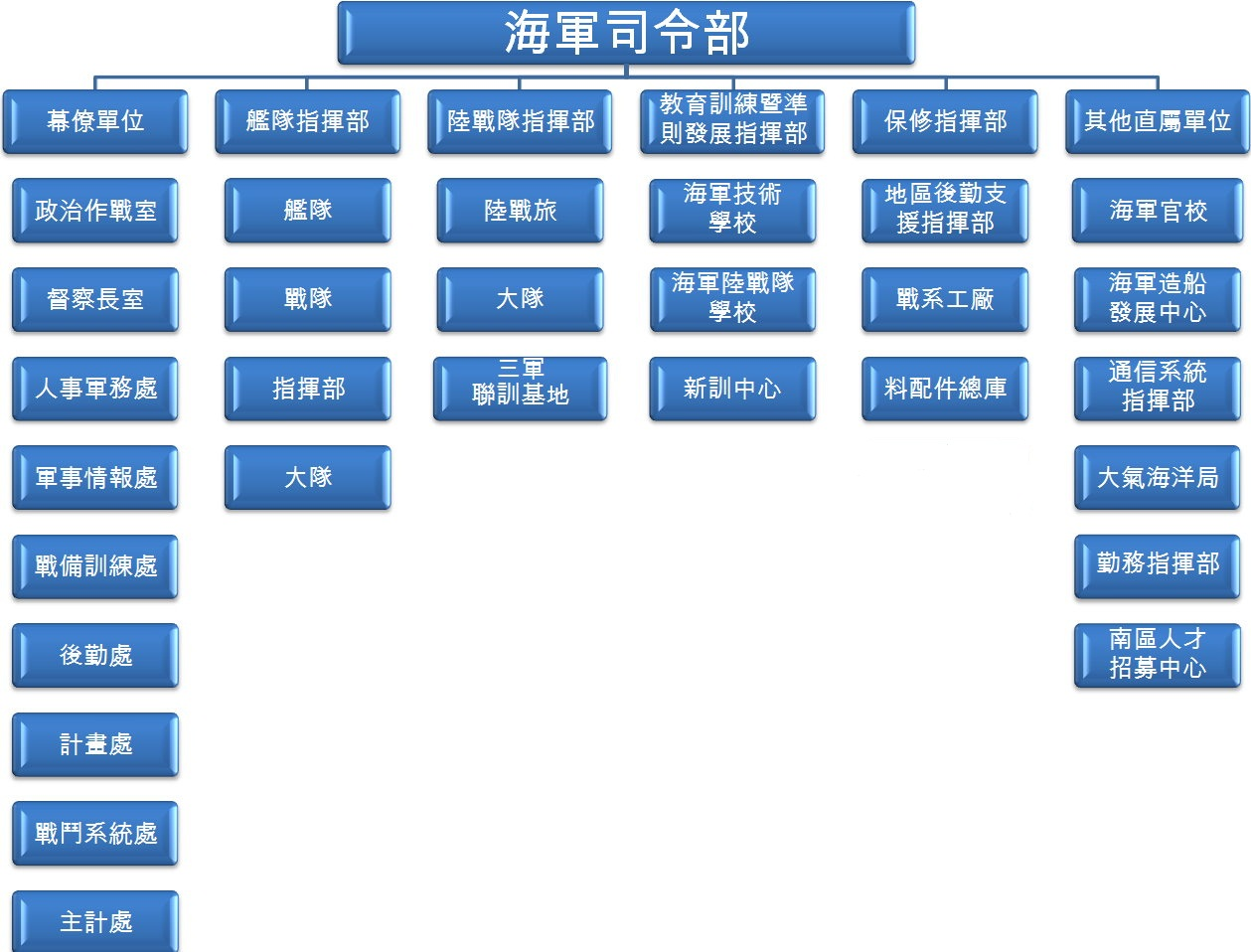
海軍司令部組織架構圖

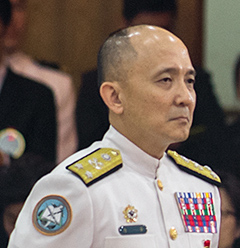
現任海軍司令唐華二級上將

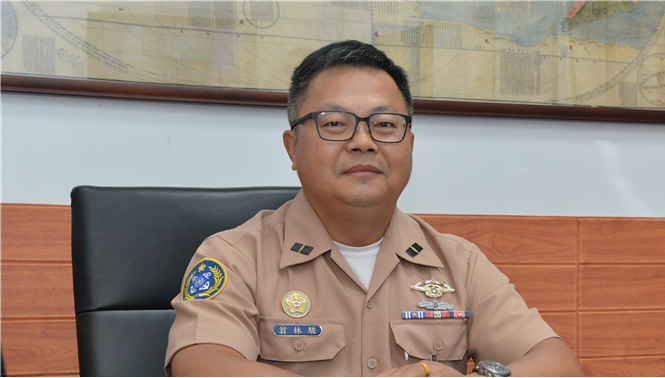
現任海軍司令部士官督導長，翁林駿一等士官長

國防部海軍司令部（駐臺灣臺北市中山區大直營區）
- 司令 一位 二級上將
- 副司令 二位 中將（海軍一位、陸戰隊一位或海軍一位）
- 參謀長 一位 中將
- 副參謀長 二位 少將（海軍一位、陸戰隊一位）
- 司令部士官督導長 一位 士官長

部本部單位
- 政治作戰室 （主任 一位 中將、副主任 一位 少將）
- 督察長室（督察長 一位 少將、副督察長 一位 上校）
- 人事軍務處（處長 一位 少將）
- 軍事情報處（處長 一位 上校）
- 戰備訓練處（處長 一位 少將）
- 後勤處（處長 一位 少將）
- 計畫處（處長 一位 少將）
- 戰鬥系統處 （處長 一位 少將）
- 主計處（處長 一位 上校）

直屬單位
- 海軍造船發展中心（主任少將一位、副主任上校一位）
- 海軍通信系統指揮部[5]（指揮官 上校 一位、副指揮官 上校 一位）
  - 海軍左營通信隊
  - 海軍臺北通信隊
  - 海軍蘇澳通信隊
  - 海軍馬公通信隊
- 海軍大氣海洋局（局長 上校 一位、副局長 上校 一位）
- 海軍勤務大隊
- 海軍照相情報隊
- 南部地區人才招募中心
- 海軍軍官學校（校長 少將 一位、教育長 上校 一位）

- 海軍艦隊指揮部[5]（指揮官中將一位、副指揮官少將一位、參謀長少將一位、副參謀長上校三位、政戰主任少將一位、政戰副主任上校一位，駐海軍左營基地左營港東碼頭—— 「？？部隊」）
  - 海軍第一二四艦隊（艦隊長 少將、副艦隊長 上校）
  - 海軍第一三一艦隊（艦隊長 少將、副艦隊長 上校）
  - 海軍第一四六艦隊（艦隊長 少將、副艦隊長 上校）
  - 海軍第一五一艦隊（艦隊長 少將、副艦隊長 上校）
  - 海軍第一六八艦隊（艦隊長 少將、副艦隊長 上校）
  - 海軍第一九二艦隊（艦隊長 少將、副艦隊長 上校）
  - 海軍第二五六戰隊（戰隊長 少將、副戰隊長 上校）
  - 海軍反潛航空指揮部（指揮官 少將、副指揮官 上校）
  - 海軍海鋒第一大隊（大隊長 上校、副大隊長 中校）
  - 海軍海鋒第二大隊（大隊長 上校、副大隊長 中校）
  - 海軍海鋒第三大隊（大隊長 上校、副大隊長 中校）
  - 海上戰術偵蒐大隊（大隊長 上校、副大隊長 中校）
  - 海軍海洋監偵指揮部（指揮官 少將、副指揮官 上校）
  - 海軍金門基地指揮部（指揮官 上校、副指揮官 中校）
  - 海軍馬祖基地指揮部（指揮官 中校）
  - 海軍東引基地指揮部（指揮官 中校）

- 海軍陸戰隊指揮部（指揮官 一位 中將、副指揮官 一位 少將、參謀長 一位 少將、副參謀長 二位 上校、政戰主任 一位 少將、政戰副主任 一位 上校，駐臺灣高雄市左營區） 
  - 海軍陸戰隊陸戰第六六旅（駐臺灣桃園市龜山區）——「先鋒部隊」（旅長 一位 少將）
  - 海軍陸戰隊陸戰第九九旅（駐臺灣高雄市林園區）——「鐵軍部隊」（旅長 一位 少將）
  - 海軍陸戰隊防空警衛群（駐臺灣高雄市左營區）——「鐵衛部隊」（指揮官 一位 上校）
  - 海軍陸戰隊烏坵守備大隊（駐福建省金門縣烏坵鄉）（大隊長 一位 上校）
  - 海軍陸戰隊兩棲偵搜大隊（駐臺灣高雄市左營區）（大隊長 一位 上校）
    - 特勤中隊
    - 爆破中隊（詳見：海軍水中爆破大隊）
    - 偵搜第一中隊
    - 偵搜第二中隊
    - 支援中隊

  - 海軍陸戰隊登陸戰車大隊（駐臺灣高雄市左營區）（大隊長 一位 上校）
  - 海軍陸戰隊戰鬥支援大隊（駐臺灣高雄市左營區）（大隊長 一位 上校；由海軍陸戰隊隊部營、補保大隊、通資電大隊、灘岸勤務大隊合併編成，區分8個中隊） 
    - 通電中隊
    - 通資中隊
    - 灘勤中隊
    - 岸勤中隊
    - 衛勤中隊
    - 補保中隊
    - 運輸中隊
    - 支援中隊（由海軍陸戰隊隊部營併編而成）

  - 三軍聯合作戰訓練基地指揮部（駐臺灣省屏東縣車城鄉）（指揮官 一位 少將）

- 海軍教育訓練暨準則發展指揮部[3]（指揮官中將一位、副指揮官少將一位、參謀長上校一位、海軍／陸戰隊副參謀長上校各一位、政戰主任上校一位、政戰副主任上校）

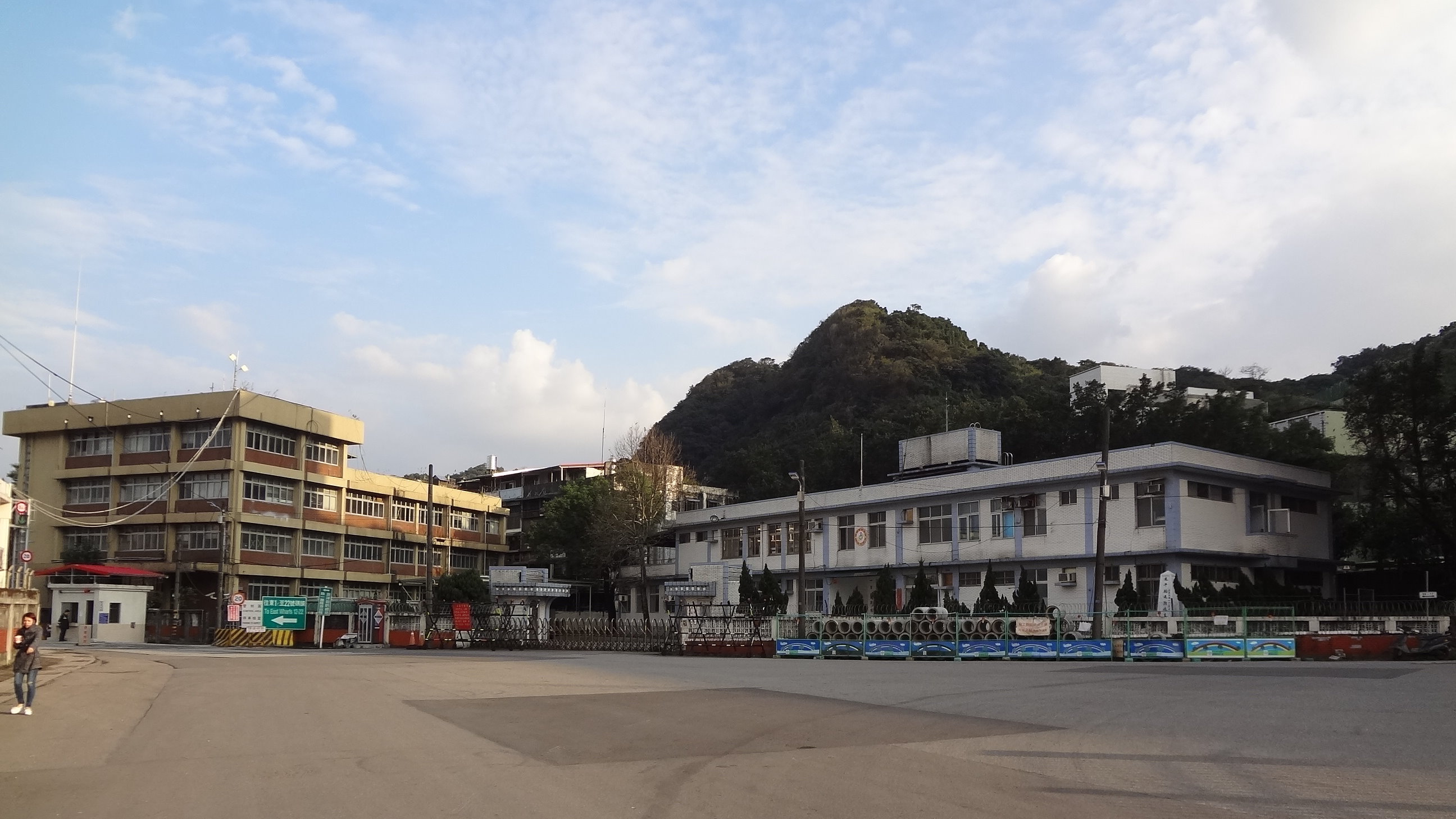
海軍基隆後勤支援指揮部

  - 海軍技術學校校長  上校一位
  - 海軍陸戰隊學校
  - 海軍新兵訓練中心
  - 海軍陸戰隊新兵訓練中心[6]

- 海軍保修指揮部[5]（指揮官少將一位、副指揮官上校一位）
  - 海軍基隆後勤支援指揮部
  - 海軍蘇澳後勤支援指揮部
  - 海軍左營後勤支援指揮部
  - 海軍馬公後勤支援指揮部
  - 海軍戰鬥系統工廠廠長少將一位
  - 海軍補給總庫

## 歷任海軍參謀長
- 董翔龍中將（2006－2006）63
- 陳永康中將（2006－2008）63
- 姜龍安中將（2008－2010）65
- 李　皓中將（2010－2011）66
- 黃曙光中將（2011－2012）68
- 許培山中將（2012－2013）67
- 高天忠中將（2013－2014）69
- 蕭維民中將（2014－2015）70
- 劉志斌中將（2016－2016）73
- 梅家樹中將（2016－2016）74
- 李宗孝中將（2017－2018）74
- 敖以智中將（2019－2021）76
- 蔣正國中將（2021－2023）77
- 吳立平中將（2023－2024）78
- 邱俊榮中將（2024－至今）79

## 附註
1. ↑   维基文库中的相關文獻：國防部組織法

## 外部連結
- 國防部海軍司令部 （页面存档备份，存于）（繁體中文）（英文）